# Bill Foulkes

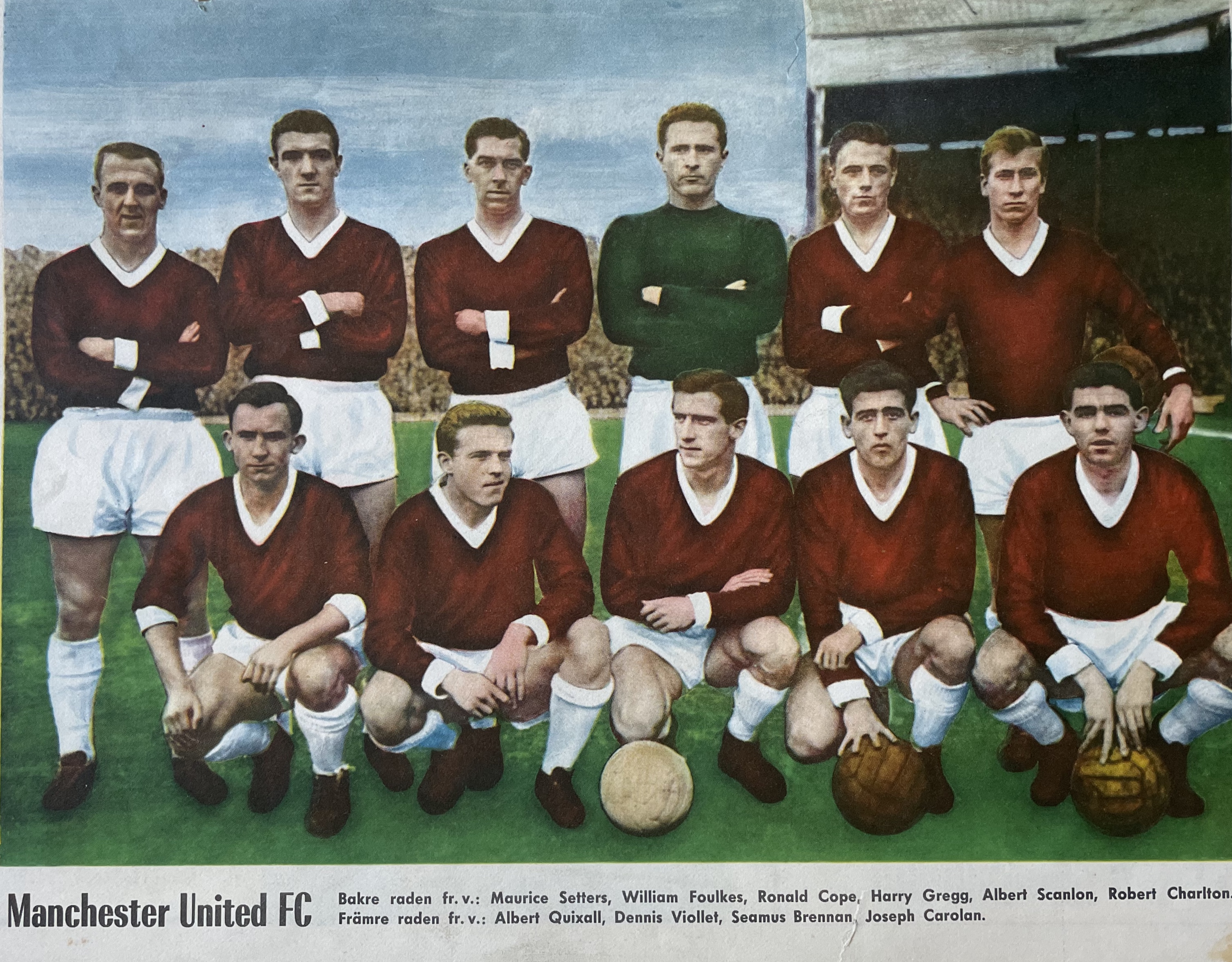
Manchester United F.C. 1960 – från vänster, stående: Maurice Setters, Bill Foulkes, Ronnie Cope, Harry Gregg, Albert Scanlon, Bobby Charlton. Främre raden: Okänd spelare, Albert Quixall, Dennis Viollet, Shay Brennan och Joe Carolan.

William Anthony "Bill" Foulkes, född 5 januari 1932 i St Helens, Merseyside, död 25 november 2013, var en engelsk fotbollsspelare och tränare. Han spelade hela sin seniorkarriär som försvarare i Manchester United.